# Bonifaci I de Savoia
Bonifaci I de Savoia (Chambéry, Savoia 1244 - Torí 1263) fou el comte de Savoia entre 1253 i 1263.

## Antecedents familiars
Va néixer l'1 de desembre de 1244 a la ciutat de Chambéry sent l'únic fill mascle del comte Amadeu IV de Savoia i la seva segona esposa, Cecília dels Baus. Era net per línia paterna de Tomàs I de Savoia i Margarida de Ginebra, i per línia materna de Barral dels Baus i Sibil·la d'Anduze.

## Ascens al tron comtal
A la mort del seu pare, ocorreguda el 1253, fou nomenat comte de Savoia, si bé patí la regència del seu oncle Tomàs de Savoia.
A la mort de Frederic II del Sacre Imperi Romanogermànic, ocorreguda el 1250, el papat condugué Tomàs de Savoia a enemistar-se amb el nou emperador Conrad IV del Sacre Imperi Romanogermànic. A Pinerolo fou vençut i fet presoner per l'emperador, renunciant a qualsevol dret sobre la ciutat de Torí a canvi de la seva llibertat. Davant aquest desgreuge, Bonifaci volgué venjar el seu oncle, però fou ferit de mort al camp de batalla. Sense haver-se casat mai morí el juny de 1263 als afores de la ciutat de Torí, sent posteriorment enterrat a Saint-Jean-de-Maurienne.
Fou succeït pel seu oncle Pere II de Savoia.